# نايل كوين
نايل كوين (بالإنجليزية: Niall Quinn)‏ هو سائق سباق أيرلندي، ولد في 22 أغسطس 1988 في Dunboyne ‏ في جمهورية أيرلندا.

## روابط خارجية
- نايل كوين على موقع DriverDB.com (الإنجليزية)